# Караван

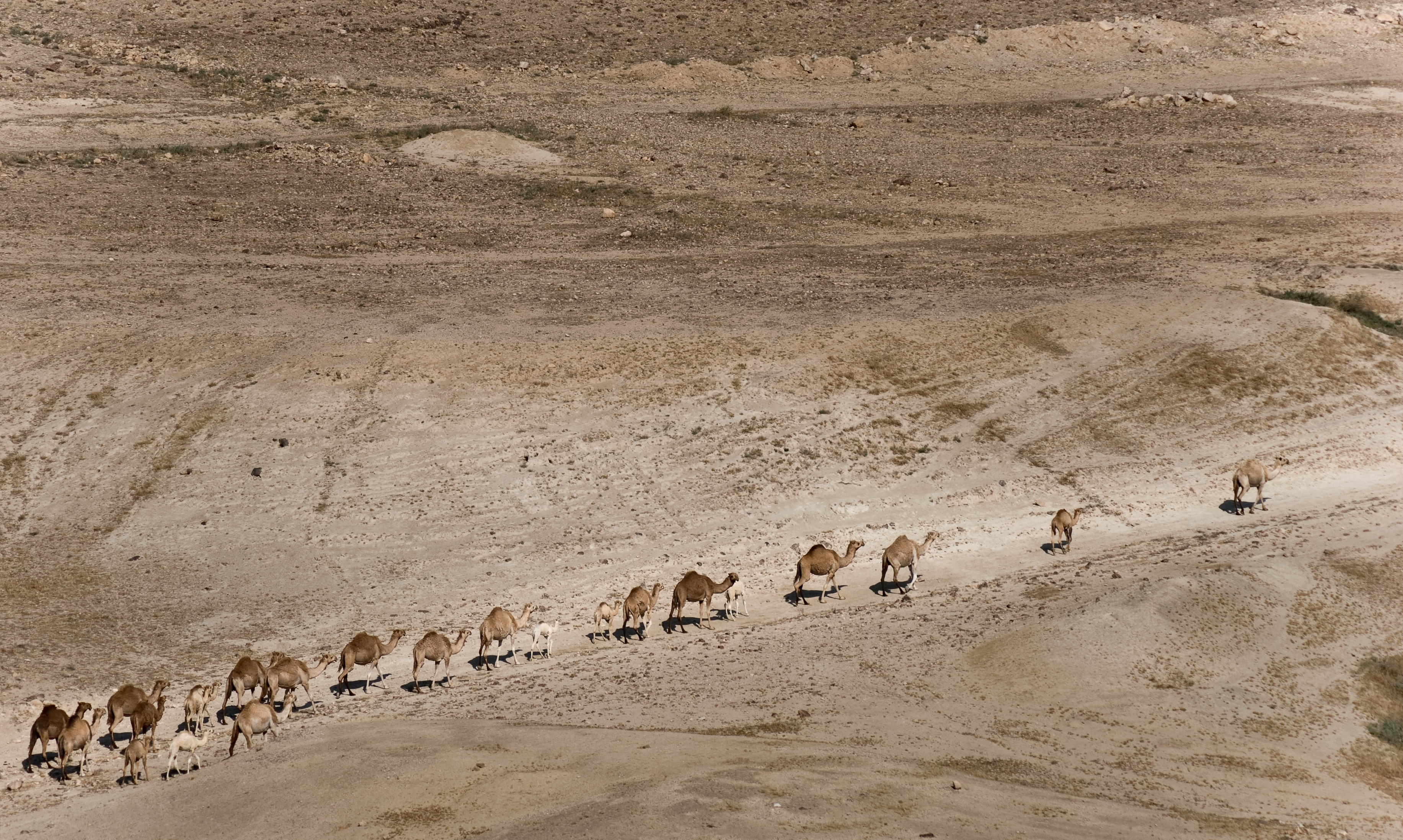
Караван

Карава́н (фр. caravane, з перс. كاروان, кар(е)ван, ймовірно з курд. kar, місія, завдання + курд. van люди або санскр. karabhah — молодий верблюд чи слон) — група людей разом з в'ючними тваринами, що об'єдналися разом задля взаємодопомоги і взаємозахисту для мандрівки через важкодоступну місцевість, переважно пустелі, з торговими (перевезення вантажів), паломницькими або іншими цілями.
Слово «караван» в українській та інших мовах зараз вживається у двох значеннях:
1. основне пряме значення (караван історичний).
2. непряме значення — група, валка транспортних засобів, переважно у водному транспорті, які рухаються один за одним.

## Караван історичний

### Історія караванних шляхів
За давнини́ і Середньовіччя караванні шляхи були основними шляхами сполучення у багатьох регіонах Азії та Африки через важкодоступні пустельні або гірські місцевості і з'єднували подекуди найдальші краї.

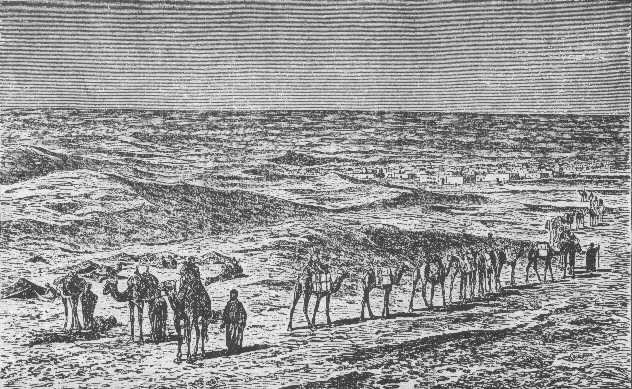
Караван у Сахарі, XIX ст., з англ. видання Stanley and the White Heroes in Africa, 1890

Найвідомішим у Стародавньому світі караванним шляхом був Великий шовковий шлях, що сполучав Китай з Центральною Азією і далі до Передньої Азії і вже до Європи, про який відомо, що він існував ще до нашої ери. За Середньовіччя з пожвавленням торгівлі Європи зі Сходом (Близький Схід, Індія і Китай) караванні шляхи поступаються морському сполученню, остаточно їх ера завершується із запровадженням і поширенням залізниці, але локальні караванні шляхи у межах Середньої Азії (пустеля Каракуми), Аравійського півострову (Аравійська пустеля і Синайська пустеля між Аравією та Єгиптом), Магрибу в Африці (Сахара і Нубійська пустеля) продовжують активно використовуватися, проіснувавши до новітніх часів (до XIX століття), а на деяких ділянках (у кочівників бедуїнів у Аравії та берберів у Сахарі) існуючи і досі.

### Організація караванного переходу

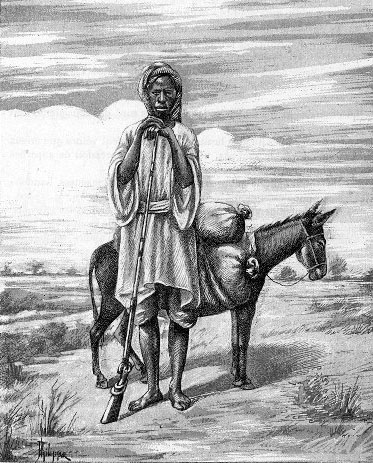
Караванник народу сонінке, Малі, з франц. видання Côte occidentale d'Afrique du Colonel Frey, 1890

З огляду на суворі дорожні умови, небезпеку і обмеженість ресурсів (вода, припаси) каравани мали чітку організацію і управління. На чолі каравана стояв караванвожатий. Усе цінне майно (вантажі краму), жінки (що траплялось у найвинятковіших випадках) розташовувалися посередині каравану, попереду і позаду рухалася озброєна охорона.
В'ючними тваринами слугували найчастіше верблюди, рідше мули, віслюки. Часто нав'ючених тварин супроводжували вершники на конях. У деяких районах Центральної Азії, де важкодоступність шляху визначалася не відстанями, а гористістю місцевості, використовували невеликих за розмірами віслюків.
Якщо перехід займав значну відстань, караван зазвичай робив короткочасні зупинки для перепочинку. Для цього на караванних шляхах діяли караван-сараї, що іноді утворювали справжні мережі.

### Сучасні «каравани»
За сучасності караванні валки нерідко отримують «нове життя». Подеколи це відновлення старих «караванних стежин» здійснюється у кримінальних цілях (контрабанда зброї, наркотиків тощо). Подібні шляхи пересування, які майже неможливо контролювати державним прикордонним службам і митним органам, є на території Пакистану, Афганістану, Таджикистану тощо, і служать вони для переправки у Європу опію, за що навіть отримали назву «опійного шляху». Під час військових конфліктів караванними шляхами доставляється зброя (Афганська війна між СРСР і Афганістаном 1979—1989 років, триваюче протистояння Палестини та Ізраїлю тощо).

## Караван транспортний
Поняття каравану історичного за теперішніх умов набуло нового сенсу, і означає поєднання транспортних суден, що перевозять вантажі на далекі відстані, або групу суден, що рухаються одне за одним. Зокрема караваном ідуть судна, рухаючись за криголамом або на буксирі (наприклад, через канал).
Значно рідше викристовують слово «караван» по відношенню до інших транспортних засобів. Наприклад, слово автокараван може мати декілька значень — синонім до слова пелетон або група (колона) далекобійних вантажівок та інше.